# Associazione Sportiva Biellese 1964-1965
Questa voce raccoglie le informazioni riguardanti l'Associazione Sportiva Biellese nelle competizioni ufficiali della stagione 1964-1965.

## Rosa
| N. |                   | Ruolo | Calciatore        |
| -- | ----------------- | ----- | ----------------- |
|    | Italia (bandiera) | P     | Piero Binelli     |
|    | Italia (bandiera) | C     | Mario Boccalatte  |
|    | Italia (bandiera) | D     | Benito Boldi      |
|    | Italia (bandiera) | C     | Giorgio Brigo     |
|    | Italia (bandiera) |       | Camporini         |
|    | Italia (bandiera) | A     | Enzo Cugnolio     |
|    | Italia (bandiera) | C     | Raffaele Gallo    |
|    | Italia (bandiera) | D     | Giorgio Garagiola |
|    | Italia (bandiera) | A     | Gianfranco Gazza  |
|    | Italia (bandiera) | C     | Enrico Lastrucci  |
|    | Italia (bandiera) | C     | Silvano Magheri   |

| N. |                   | Ruolo | Calciatore       |
| -- | ----------------- | ----- | ---------------- |
|    | Italia (bandiera) | D     | Italo Mancini    |
|    | Italia (bandiera) | C     | Sergio Menegotti |
|    | Italia (bandiera) | C     | Mario Menotti    |
|    | Italia (bandiera) | C     | Gualtiero Mosca  |
|    | Italia (bandiera) | A     | Ettore Ninni     |
|    | Italia (bandiera) | C     | Giuseppe Nobili  |
|    | Italia (bandiera) | P     | Antonio Odasso   |
|    | Italia (bandiera) | P     | Giancarlo Tonoli |
|    | Italia (bandiera) | A     | Giuliano Turatti |
|    | Italia (bandiera) | D     | Dino Valerio     |